# Otto Fischer (fotbalista)
Otto „Schloime“ Fischer (* 1. ledna 1901 Vídeň – 1. července 1941 Liepāja) byl rakouský fotbalista, který hrál jako útočník. V letech 1923–1928 odehrál 7 zápasů v dresu rakouské reprezentace.

## Klubová kariéra
V letech 1919–1921 hrál za Hertha Wien, v letech 1921–1923 za československou Slavii Karlovy Vary. V letech 1923–1926 hrál za First Vienna FC 1894. V letech 1926–1927 hrál za Hakoah Wien a v roce 1928 za Admiru Wien.

## Trenérská kariéra
V roce 1928 krátce trénoval italskou Neapol. V letech 1930–1931 srbský klub Mačva Šabac, v letech 1931–1932 FC Salzburg, v letech 1934–1936 chorvatskou Concordii Záhřeb a v letech 1936–1941 lotyšskou Olimpija Liepāja.

## Smrt
Byl zabit během masakrů v Liepāji.

## Statistiky

### Klubové
Statistiky nejsou úplné
| Sezóna  | Klub         | Liga | Zápasy | Góly | Pohár   | Zápasy | Góly |
| ------- | ------------ | ---- | ------ | ---- | ------- | ------ | ---- |
| 1924/25 | First Vienna |      | ?      | ?    | ÖFB-Cup | 1      | 0    |
| 1925/26 | First Vienna |      | ?      | ?    | ÖFB-Cup | 1      | 0    |

### Reprezentační
Všechno jsou přátelské zápasy
| Rok  | Reprezentace | Zápasy | Góly |
| ---- | ------------ | ------ | ---- |
| 1923 | Rakousko     | 1      | 0    |
| 1925 | Rakousko     | 4      | 0    |
| 1926 | Rakousko     | 1      | 0    |
| 1928 | Rakousko     | 1      | 0    |